# Schönermark
Schönermark è un comune di 435 abitanti del Brandeburgo, in Germania.

Appartiene al circondario dell'Oberhavel ed è parte dell'Amt Gransee und Gemeinden.

## Storia
Il 20 settembre 1993 la frazione di Naugarten venne distaccata dal comune di Schönermark formando un comune autonomo.

## Società

### Evoluzione demografica
| Anno | Abitanti |
| ---- | -------- |
| 1875 | 246      |
| 1890 | 270      |
| 1910 | 277      |
| 1925 | 324      |
| 1933 | 334      |
| 1939 | 327      |
| 1946 | 525      |
| 1950 | 530      |
| 1964 | 389      |
| 1971 | 403      |
| 1981 | 379      |

| Anno | Abitanti |
| ---- | -------- |
| 1985 | 486      |
| 1989 | 486      |
| 1990 | 494      |
| 1991 | 485      |
| 1992 | 496      |
| 1993 | 479      |
| 1994 | 466      |
| 1995 | 459      |
| 1996 | 489      |
| 1997 | 463      |

| Anno | Abitanti |
| ---- | -------- |
| 1998 | 474      |
| 1999 | 486      |
| 2000 | 496      |
| 2001 | 523      |
| 2002 | 522      |
| 2003 | 521      |
| 2004 | 502      |
| 2005 | 499      |
| 2006 | 481      |
| 2007 | 459      |

| Anno | Abitanti |
| ---- | -------- |
| 2008 | 449      |
| 2009 | 451      |
| 2010 | 429      |
| 2011 | 432      |
| 2012 | 430      |
| 2013 | 432      |
| 2014 | 415      |
| 2015 | 446      |
| 2016 | 449      |
| 2017 | 451      |

| Anno | Abitanti |
| ---- | -------- |
| 2018 | 449      |
| 2019 | 459      |
| 2020 | 451      |

Fonti dei dati sono nel dettaglio nelle Wikimedia Commons..